# Tal·liomelana
La tal·liomelana és un mineral de la classe dels òxids que pertany al grup de la coronadita.

## Característiques
La tal·liomelana és un òxid de fórmula química Tl(Mn4+7.5Cu2+0.5)O16. Va ser aprovada com a espècie vàlida per l'Associació Mineralògica Internacional l'any 2019, sent publicada per primera vegada el 2021. Cristal·litza en el sistema tetragonal.
L'exemplar que va servir per a determinar l'espècie, el que es coneix com a material tipus, es troba conservat a les col·leccions del museu mineralògic de la Universitat de Breslau, Polònia, amb el número de catàleg: mmwr iv8025.

## Formació i jaciments
Va ser descoberta a la pedrera Zalas, a la localitat de Gmina Krzeszowice, dins el comtat de Kraków (Voivodat de la Petita Polònia, Polònia), on es troba en forma d'agregats fibrosos i altament porosos, de mida inferior a 50 μm, i on es troba associada a altres minerals com malaquita, iodargirita, goethita, cuprita i òxids de manganès. Aquesta pedrera és l'únic indret de tot el planeta on ha estat descrita aquesta espècie mineral.